# Mosambikanische Fußballnationalmannschaft der Frauen
Die mosambikanische Fußballnationalmannschaft der Frauen repräsentiert Mosambik im internationalen Frauenfußball. Die Nationalmannschaft ist dem nationalen Fußballverband, Federação Moçambicana de Futebol, unterstellt. Die mosambikanische Auswahl nahm bisher erst einmal an der Afrikameisterschaft teil, bei der Ausgabe im Jahr 1998 zog man sich nach der erfolgten Qualifikation während der Gruppenphase jedoch zurück. Für eine Weltmeisterschaft bzw. die Olympischen Spiele konnten sie sich bisher nicht qualifizieren.

## Turnierbilanz

### Weltmeisterschaft
| - 1991: nicht teilgenommen (1. Spiel erst 1998) - 1995: nicht teilgenommen (1. Spiel erst 1998) - 1999: nicht qualifiziert - 2003: nicht qualifiziert - 2007: nicht qualifiziert | - 2011: nicht qualifiziert - 2015: nicht qualifiziert - 2019: nicht qualifiziert - 2023: nicht qualifiziert - 2027: nicht teilgenommen |

### Afrikameisterschaft
| - 1991: nicht teilgenommen (1. Spiel erst 1998) - 1995: nicht teilgenommen (1. Spiel erst 1998) - 1998: zurückgezogen - 2000: nicht teilgenommen - 2002: nicht teilgenommen - 2004: nicht teilgenommen - 2006: nicht qualifiziert - 2008: nicht teilgenommen | - 2010: nicht teilgenommen - 2012: nicht qualifiziert - 2014: nicht teilgenommen - 2016: nicht teilgenommen - 2018: nicht teilgenommen - 2022: nicht qualifiziert - 2025: nicht qualifiziert - 2026: nicht teilgenommen |

### Olympische Spiele
| - 1996: nicht teilgenommen - 2000: nicht teilgenommen - 2004: nicht teilgenommen - 2008: nicht qualifiziert - 2012: nicht qualifiziert | - 2016: nicht qualifiziert - 2020: nicht qualifiziert - 2024: in der Qualifikation zurückgezogen |

### COSAFA Women’s Championship
- 2002: Vierter
- 2006: zurückgezogen
- 2008: nicht teilgenommen
- 2011: Vorrunde
- 2017: Vorrunde
- 2018: Vorrunde
- 2019: Vorrunde
- 2020: nicht teilgenommen
- 2021: Vorrunde
- 2022: Vorrunde
- 2023: Dritter
- 2024: Halbfinale